# Chano Pozo
 (juillet 2024).
Chano Pozo (7 janvier 1915, La Havane, Cuba - 2 décembre 1948, New York, États-Unis) est un percussionniste et un compositeur cubain qui a largement contribué à la fusion du jazz et de la musique afro-cubaine.

## Biographie
De son vrai nom Luciano “Chano” Pozo Y Gonzales, il est né dans le quartier de Vedado à La Havane. Il est le demi-frère du trompettiste Félix Chappottín. Orphelin de mère dès l’âge de huit ans, il grandit dans un quartier pauvre du centre de La Havane.
Connu pour son tempérament violent, et emprisonné à plusieurs reprises. Il était néanmoins un compositeur et un percussionniste inspiré. 
Initié aux rythmes traditionnels religieux de la société secrète de l’Abakua, il fait irruption dans le monde du jazz à New York au début des années 1940. Introduit par Mario Bauzá, il joue au sein des formations de Dizzy Gillespie ou Charlie Parker avec qui il fusionne le jazz et les rythmes afro-cubains au travers de thèmes devenus célèbres, comme Manteca, Blen Blen Blen, Tin tin deo…
Chano Pozo est mort à New York le 2 décembre 1948 dans des circonstances mystérieuses, abattu comme le veut la légende pour une sombre affaire de marijuana, à l'âge de 33 ans.
Il est enterré au Cimetière Christophe Colomb dans sa ville natale à La Havane.

## Culture populaire
Il apparaît comme personnage du film d'animation hispano-britannique Chico et Rita (2011).